# Uma Reivindicação dos Direitos dos Homens

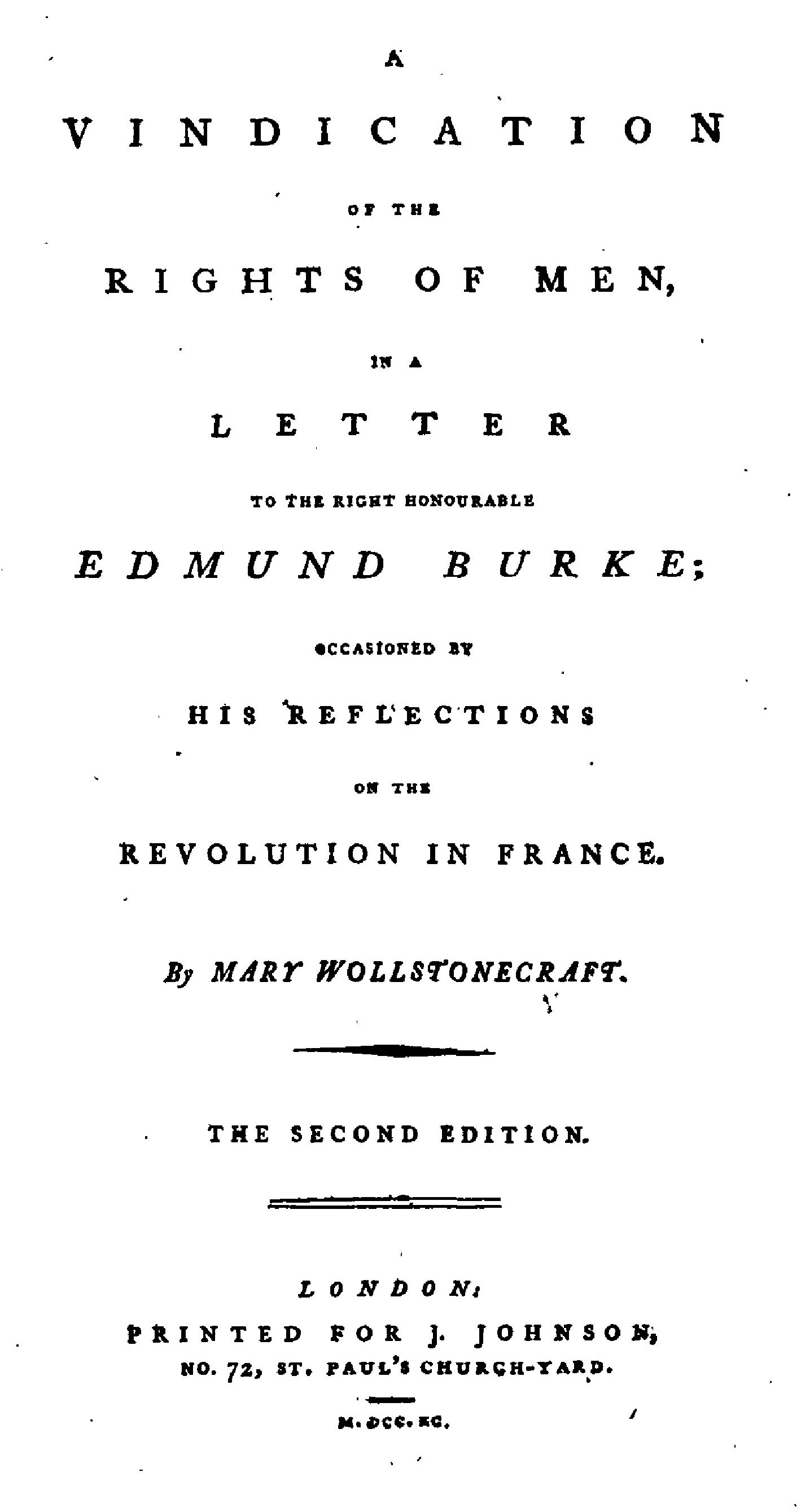
Capa da segunda edição de Uma Reivindicação dos Direitos dos Homens, a primeira a levar o nome de Wollstonecraft na capa.

Uma Reivindicação dos Direitos dos Homens, em uma Carta para O Muito Honorável Edmund Burke; Ocasionada por suas Reflexões sobre a Revolução Francesa, de 1790, é um panfleto político, escrito no século XVIII pela feminista liberal britânica Mary Wollstonecraft, que ataca a aristocracia e propugna o republicanismo. O escrito de Wollstonecraft foi a primeira resposta na "guerra de panfletos" iniciada pela publicação de Reflexões sobre a Revolução Francesa, de Edmund Burke em 1790, uma defesa da monarquia constitucional, da aristocracia e da Igreja Anglicana.
Wollstonecraft atacou não só os privilégios hereditários, mas também a retórica que Burke utilizou para os defender. A maioria dos detratores de Burke condenaram o que eles perceberam como uma pena muito teatral por Maria Antonieta, mas Wollstonecraft foi a única que denunciou a linguagem sexista de Burke. Ao redefinir o sublime e o belo, termos estabelecidos pelo próprio Burke em Uma Investigação Filosófica Acerca da Origem das Nossas Ideias do Sublime e do Belo, de 1756, Wollstonecraft socavou sua retórica além de seus argumentos. Em sua primeira crítica abertamente feminista, que Claudia L. Johnson, Professora na Universidade de Princeton, considerou ainda não ter sido superada (em sua força argumentativa), Wollstonecraft critica a justificativa de Burke de uma sociedade igualitária fundada sobre a passividade das mulheres.
Em sua defesa da virtude republicana, Wollstonecraft invoca um ethos distintivo da classe média emergente em oposição ao que ela considerava um viciado código de conduta da aristocracia. Alentada por uma crença ilustrada no progresso, ridiculariza Burke por este confiar na tradição e nos costumes. Descreve um país idílico onde cada família teria uma fazenda para sustentar suas necessidades. Wollstonecraft contrasta sua imagem utópica da sociedade, desenhada, segundo ela, com sentimentos genuínos, com o falso tableau teatral de Burke.
Direitos dos Homens teve sucesso: recebeu comentários em todos os jornais importantes da época e a primeira edição, publicada anonimamente, se esgotou em três semanas. No entanto, depois da publicação da segunda edição (a primeira que levava o nome de Wollstonecraft na capa), as críticas começaram a avaliar o texto não apenas como panfleto político, mas também como a obra de uma mulher escritora. Contrastavam a "paixão" de Wollstonecraft com a "razão" de Burke, e tratavam condescendentemente o texto e sua autora. Esta análise dos Direitos dos Homens imperou até os anos 70 do século XX, quando as acadêmicas feministas começaram a ler os textos de Wollstonecraft com maior cuidado e chamaram a atenção sobre seu intelectualismo.

## Contexto histórico

### Controvérsia da Revolução
Direitos dos Homens foi escrito no âmbito da Revolução Francesa e dos debates que esta gerou na Grã-Bretanha. Em uma animada e às vezes virulenta guerra de panfletos, evento conhecido como a "Controvérsia da Revolução", que durou de 1789 até o fim de 1795, os comentaristas políticos britânicos discutiram sobre a validade da monarquia. O historiador Alfred Cobban referiu-se a este debate como "talvez a última discussão verdadeira sobre os fundamentos da política na Grã-Bretanha". O poder da agitação popular na França revolucionária, demonstrado em acontecimentos como o Juramento do Jogo da Péla e a Tomada da Bastilha em 1789, revitalizou o movimento reformista britânico, que estava agonizando fazia uma década. Assim, se reavivaram os esforços para reformar o sistema eleitoral britânico e distribuir os assentos da Câmara dos Comuns de maneira mais equitativa.

Juramento do Jogo da Péla (1791), de Jacques-Louis David.

Grande parte do vigoroso debate político da década de 1790 iniciou-se com a publicação de Reflexões sobre a Revolução Francesa, de Edmund Burke, em novembro de 1790. A maioria dos comentaristas da Grã-Bretanha esperava que Burke apoiasse os revolucionários franceses, porque anteriormente tinha feito parte do Partido Whig, além de ter sido um crítico do poder monárquico, um defensor dos revolucionários americanos e um denunciante dos abusos do governo na Índia. Ao não agir dessa maneira, ele chocou a população e seus amigos e defensores se enfureceram. O livro de Burke, pese o seu elevado preço de três xelins, vendeu a surpreendente quantidade de 30 mil cópias em dois anos. No entanto, a famosa resposta de Thomas Paine, Os Direitos do Homem, de 1792, que se converteu em grito de guerra para milhares de cidadãos, o superou amplamente, ao vender mais de 200 mil cópias.
Direitos dos Homens de Wollstonecraft foi publicado algumas semanas após a publicação das Reflexões de Burke. Enquanto Burke apoiava a aristocracia, a monarquia e a Igreja Anglicana, os liberais como William Godwin, Paine e Wollstonecraft defendiam o republicanismo, o socialismo agrário, a anarquia e a tolerância religiosa. A maioria dos que se autodenominavam radicais defendiam objetivos similares: liberdades individuais e virtude cívica; mas também eram unidos pelas mesmas críticas: na oposição ao belicoso "interesse territorial" e seu papel na corrupção do governo, e na oposição a uma monarquia e a uma aristocracia que, segundo eles, se apoderavam ilegalmente do poder do povo.
1792 foi o "annus mirabilis do radicalismo do século XVIII": publicaram-se seus textos mais importantes, e a influência das associações radicais, como a Sociedade Correspondente de Londres (LCS, na sigla em inglês) e a Sociedade de Informação Constitucional (SCI, na sigla em inglês), estava em seu auge. No entanto, não o foi até que os grupos de classe média e operária formassem uma aliança com a Sociedade dos Amigos do Povo (em inglês: Society of the Friends of the People), despertando finalmente o interesse do governo. Depois da formação desta aliança, o governo, dominado pelos conservadores, proibiu os textos sediciosos. Somente na década de 1790 foram abertos mais de 100 processos por sedição, um aumento drástico sobre as décadas anteriores. O governo britânico, temeroso de que ocorressem agitações políticas similares às da Revolução Francesa, deu passos ainda mais drásticos para sufocar os radicais: fizeram mais detenções policiais e se infiltraram nos grupos radicais; ameaçaram "revogar as licenças dos taberneiros que seguiam acolhendo as sociedades de debate político e vendendo literatura reformista"; interceptaram as postagens de dissidentes suspeitos; apoiaram os grupos que sabotavam os eventos radicais; e atacaram os dissidentes na imprensa. Os radicais viram esse período, que incluía os famosos Julgamentos por Traição de 1794, como "a instituição de um sistema de TERROR, tão atroz em suas características, tão gigantesca em seu tamanho, e infinitamente mais perniciosa em sua tendência, que a França jamais conheceu".
Quando, em outubro de 1795, uma multidão lançou lixo e insultou Jorge III, demandando o cessar-fogo das guerras revolucionárias francesas e a redução do preço do pão, o Parlamento aprovou imediatamente as chamadas "Leis da Mordaça" ("A Lei das Reuniões Sediciosas" e a "Lei da Traição", também conhecidas como as "Duas Leis"). Sob estas novas leis, era quase impossível manter reuniões públicas, e os discursos ficaram muito reduzidos naqueles que se celebrararam. O radicalismo britânico foi silenciado com efetividade durante o fim da década de 1790 e a década de 1800, até que a geração seguinte pôde promulgar uma reforma real.

### AsReflexõesde Burke

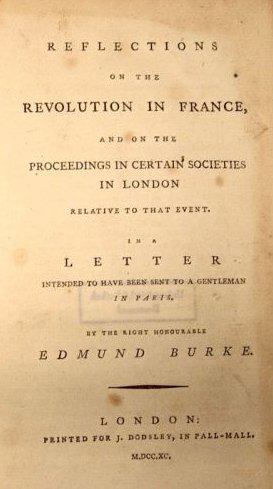
Capa de Reflexões sobre a Revolução Francesa de Edmund Burke, publicado em 1790.

Publicado em parte como resposta ao sermão do clérigo dissidente Richard Price, o qual celebrava a Revolução Francesa, Burke utilizou-se de uma carta falsa para um pedido de orientação de um jovem francês a fim de defender o governo aristocrático, o paternalismo, a lealdade, o cavalheirismo e a primogenitura. Ele via a Revolução Francesa como a derrocada violenta de um governo legítimo. Em suas Reflexões, argumenta que os cidadãos não têm o direito de se rebelarem contra seu governo, porque as civilizações, incluídos os governos, são o resultado de um consenso social e político. Se as tradições de uma cultura fossem questionadas continuamente, afirma, o resultado seria a anarquia.
Burke critica muitos pensadores e escritores britânicos que aplaudiram as primeiras etapas da Revolução Francesa. Enquanto muitos radicais comparavam as agitações francesas com a própria Revolução Gloriosa britânica de 1688, que tinha restringido os poderes da monarquia, Burke afirma que a analogia histórica mais apropriada era a Guerra Civil Inglesa (1642–1651), pela qual Carlos I foi executado em 1649. No entanto, no momento em que Burke escrevia isto, havia-se produzido muito pouca violência revolucionária; mais preocupado em persuadir seus leitores do que os informar, exagerou enormemente este elemento da revolução como efeito retórico. Em sua Investigação sobre o sublime e o belo, havia afirmado que "as noções grandes e inexatas transmitem melhor as ideias", e para gerar medo no leitor, construiu em suas Reflexões a cena de um Luis XVI e uma Maria Antonieta forçados em seu palácio sob pontas de espadas. Quando na França se desencadeou de fato a violência em 1793, durante o Período do Terror, Burke foi considerado como um profeta.
Burke também critica o conhecimento associado ao filósofos iluministas franceses; sustenta que as novas ideias não deveriam, em imitação da emergente disciplina da ciência, serem provadas na sociedade com o objetivo de melhorá-la, mas que as populações devem se guiar pelos costumes e tradições.

### Composição e publicação deDireitos dos Homens
No anúncio impresso no início de Direitos dos Homens, Wollstonecraft descreve como e por que os escreveu:
As Reflexões sobre a Revolução Francesa do SR. BURKE chamaram pela primeira vez minha atenção como o tópico transiente do dia; e ao lê-las mais por diversão que por informação, minha indignação foi despertada pelos argumentos sofistas, que me contrariavam em todo momento, apresentados no duvidoso disfarce de sentimentos naturais e senso comum.

Muitas páginas da seguinte carta foram produto da efusividade do momento; mas, crescendo imperceptivelmente até atingir um tamanho considerável, sugeriu-se a ideia de publicar uma curta contestação dos Direitos dos Homens.

Ao não ter o tempo livre ou a paciência para seguir este tortuoso escritor por todos os sinuosos caminhos pelos quais o seu capricho tenha querido começar um novo jogo, limitei minhas críticas, em grande parte, aos grandes princípios sobre os quais ele posicionou muitos argumentos engenhosos de maneira tão enganosa.
Para que o panfleto pudesse ser publicado assim que fosse finalizado, Wollstonecraft escreveu freneticamente, enquanto seu editor, Joseph Johnson, plotava as páginas. Contudo, de acordo com as Memórias de Wollstonecraft, de Godwin, as folhas do manuscrito foram entregues à imprensa como foram escritas. No entanto, na metade do trabalho, ela deixou de escrever. Um biógrafo descreve esse episódio como uma "perda do ímpeto". Já Godwin, em suas Memórias de Wollstonecraft, descreve-o como "um acesso temporário de torpor e indolência". Johnson, talvez astuto o bastante em sua amizade para saber como poderia a animar, concordou em desfazer do livro e disse para ela não se preocupar. Envergonhada, Wollstonecraft apressou-se em terminá-lo.
Direitos dos Homens de Wollstonecraft foi publicado anonimamente em 29 de novembro de 1790, a primeira de entre cinquenta e setenta respostas a Burke por vários autores. Só três semanas depois, em 18 de dezembro, foi publicada uma segunda edição, desta vez com seu nome na capa. Wollstonecraft dedicou-se a editar a segunda edição, na qual, de acordo com a biógrafa Emily Sunstein, "aguçou seu ataque pessoal a Burke" e mudou grande parte do texto de primeira para a terceira pessoa; "também acrescentou um código não partidário criticando os liberais hipócritas que falavam de igualdade mas se acomodavam ante os poderes estabelecidos".

## Estrutura e argumentos principais

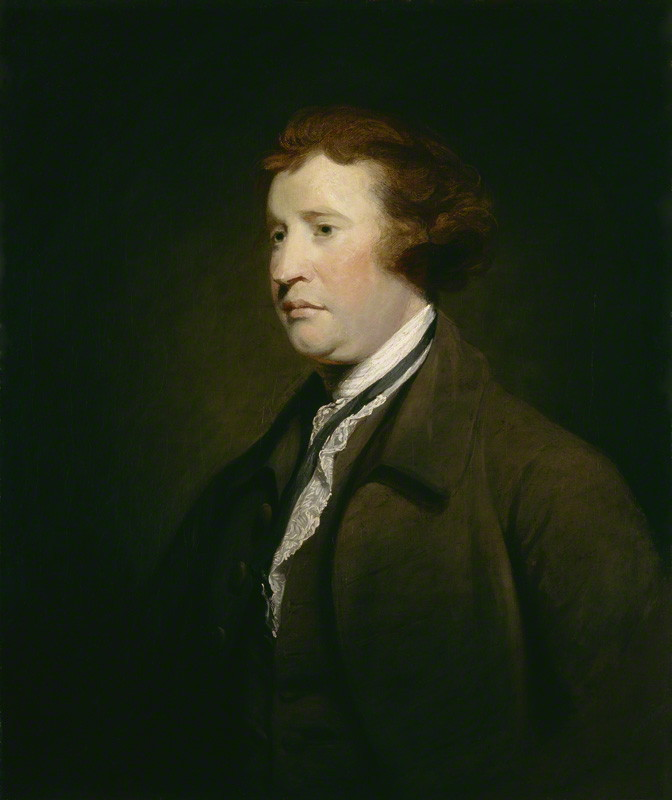
Edmund Burke, pintado pelo estúdio de Sir Joshua Reynolds (1771).

Até os anos 70, o texto de Direitos dos Homens era tipicamente considerado desorganizado, incoerente, ilógico e salpicado de ataques ad hominem (como a insinuação de que Burke teria promovido a crucificação de Cristo se ele fosse um judeu). Vendeu-se como um exemplo de emoção "feminina" arremetendo contra a razão "masculina". No entanto, desde os anos 70, os acadêmicos têm desafiado esta opinião, afirmando que Wollstoncraft empregou modos de escrita do século XVIII, como a digressão, para conseguir um grande efeito retórico. E o que é mais importante, como sustenta a pesquisadora Mitzi Myers, "Wollstonecraft está praticamente sozinha entre os que contestaram Burke ao evitar um minucioso enfoque político a favor de uma crítica mais ampla aos alicerces das Reflexões". O raciocínio de Wollstonecraft é principalmente moral; sua "polêmica não é uma refutação das teorias políticas de Burke, senão uma exposição das cruéis injustiças que essas teorias pressupõem". O estilo de Wollstonecraft também foi uma escolha deliberada, permitindo-lhe responder à Investigação sobre o sublime e o belo ao mesmo tempo que às Reflexões de Burke.
O estilo de Direitos dos Homens reflete em grande parte o próprio texto de Burke. Não tem uma estrutura clara; tal como as Reflexões, o texto segue as associações mentais feitas pela autora enquanto escrevia. O discurso político de Wollstonecraft está escrito, tal como o de Burke, em forma de carta: a de Burke é dirigida a C. J. F. DePont, um jovem francês, e a de Wollstonecraft para o próprio Burke. Utilizando as mesmas formas, metáforas e estilo de Burke, ela contorna os argumentos de Burke e os dirige de volta para ele. Direitos dos Homens trata tanto sobre a linguagem e a argumentação quanto de teoria política; de fato, Wollstonecraft afirma que ambas as coisas são inseparáveis. Como afirma uma pesquisadora, Wollstonecraft defende "a simplicidade e a honestidade na expressão, e uma argumentação que emprega a razão em lugar da eloquência". No início do panfleto, ela apela para Burke: "Ao abandonar agora as flores da retórica, nos permita, Senhor, raciocinar juntos".
Direitos dos Homens não pretende apresentar uma teoria política completamente articulada alternativa à de Burke, senão demonstrar as debilidades e contradições de sua própria argumentação. Portanto, grande parte do texto centra-se nas inconsistências lógicas de Burke, como seu apoio à revolução americana e à Lei da Regência (que propunha restringir o poder monárquico durante a demência de Jorge III em 1788), em contraste com sua falta de apoio aos revolucionários franceses. Wollstonecraft escreve:
Você estava tão ansioso por saborear a doçura do poder que não foi capaz de esperar até que o tempo tivesse determinado se um terrível delírio se estabelecia como uma loucura confirmada; em vez disso, intrometendo-se nos segredos da onipotência, você proclamou que Deus o tinha arrojado de seu trono, e que era o deboche mais insultante recordar que ele havia sido um rei, ou tratá-lo com respeito especial por causa de sua dignidade anterior... Eu li, Senhor, com olho escrutador e comparativo, vários de seus insensíveis e sacrílegos discursos durante a doença do rei. Eu não me digno a aproveitar do lado débil de um homem, ou fazer conclusões a partir de um indefeso: um leão não se alimenta de cadáveres!
O objetivo de Wollstonecraft, tal como ela o expressa, é "mostrar a você [Burke] o que você é, despojado da roupagem deslumbrante em que tem envolvido seus princípios tirânicos". No entanto, ela faz um gesto no sentido de superar seus próprios argumentos, centrando nas desigualdades sofridas pelos cidadãos britânicos por causa do sistema de classes. Como afirma a especialista em Wollstonecraft, Barbara Taylor: "ao tratar Burke como porta-voz representativo do despotismo do antigo regime, Wollstonecraft defende as iniciativas reformistas do novo governo francês contra suas 'opiniões enferrujadas e perniciosas', e censura as elites políticas britânicas por sua opulência, corrupção e trato desumano aos pobres".

## Teoria política

### Ataque contra a hierarquia e os privilégios
Direitos dos Homens é dominado pelos ataques de Wollstonecraft à hierarquia e aos privilégios. Nele, castiga Burke por seu desprezo ao povo, o qual ele chama de "multidão embrutecida", e o repreende por apoiar as elites, especialmente à Maria Antonieta. Burke havia escrito em um famoso bilhete: "Eu tinha pensado que dez mil espadas sairiam de suas bainhas para vingar até um olhar insultante a ela. Mas a época da cavalaria terminou".
Contrastando seus valores de classe média com os aristocráticos de Burke, Wollstonecraft afirma que as pessoas devem ser julgadas por seus méritos e não por seus direitos de nascimento. Como sustenta Janet Todd, especialista em Wollstonecraft: "A visão da sociedade revelada na Reivindicação era a de talentos, na qual os meninos empreendedores sem privilégios poderiam competir em igualdade de condições com os agora injustamente privilegiados". Wollstonecraft enfatiza os benefícios do trabalho duro, da autodisciplina, da frugalidade e da moralidade, valores que contrastam com os "vícios dos ricos", como a "insinceridade" e a "falta de afeição natural". Apoia uma sociedade comercialista que ajudaria os indivíduos a descobrirem seus próprios potenciais, além de os forçarem a se dar conta de suas responsabilidades civis. Para ela, o comercialismo seria a grande força da igualdade. Contudo, vários anos depois, em Cartas Escritas Durante Curta Estadia na Suécia, Noruega e Dinamarca (1796), questionaria os benefícios fundamentais do comercialismo para a sociedade.
O clérigo dissidente Richard Price, cujo sermão serviu de semente para a obra de Burke, é o vilão de Reflexões, e ao mesmo tempo o herói de Direitos dos Homens. Tanto Wollstonecraft como Burke associam-no com o Iluminismo, especialmente com a ideia de que a civilização pode progredir mediante o debate racional, mas ambos os autores interpretam essa posição de maneira diferente. Burke achava que esse contínuo questionamento conduziria à anarquia, enquanto Wollstonecraft relacionou Price com "a razão, a liberdade, a discussão livre, a superioridade mental, o cultivo da mente, a excelência moral, a benevolência ativa, a orientação para o presente e o futuro e a rejeição ao poder e à riqueza": valores profissionais por excelência da classe média.
Wollstonecraft utiliza a definição de propriedade do filósofo inglês John Locke (propriedade obtida por meio do trabalho) e contrapõe-na à ideia de riqueza herdada de Burke. Afirma que a herança é um dos maiores impedimentos para o progresso da civilização europeia, e sustenta repetidamente que os problemas da Grã-Bretanha têm suas raízes na desigualdade na distribuição da propriedade. Ainda que não fosse partidária de uma distribuição de riqueza completamente igualitária, desejava que fosse mais equitativa.

### Republicanismo

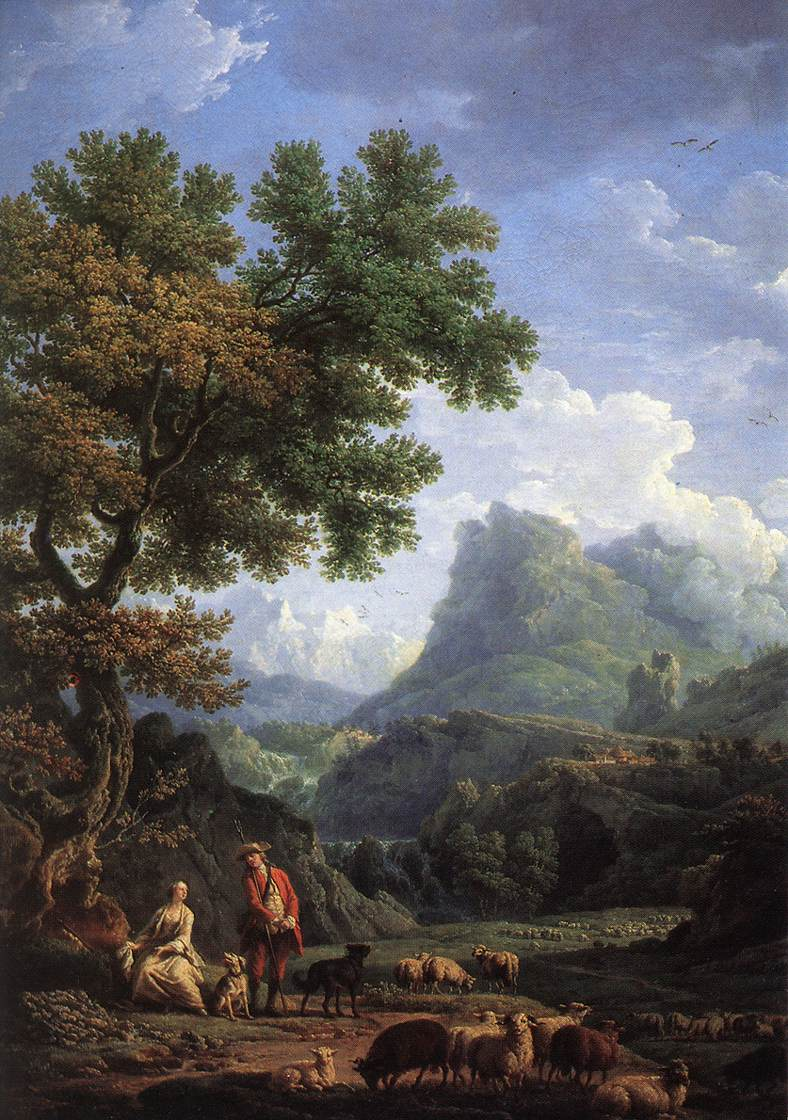
Shepherd in the Alps ("Pastor nos Alpes", em português), de Claude Joseph Vernet; uma vida rural idílica é parte da utopia política que Wollstonecraft retrata em Direitos dos Homens.

Direitos dos Homens acusa a monarquia e a distinção hereditária e promove uma ideologia republicana. Apoiando-se em ideias republicanas do século XVII e princípios do XVIII, Wollstonecraft sustenta que a virtude está no núcleo da cidadania. No entanto, sua ideia de virtude é mais individualista e moralista que a ideologia tradicional da Commonwealth - reformadores religiosos, políticos e econômicos protestantes britânicos durante o início do século XVIII. Os objetivos do republicanismo de Wollstonecraft são a felicidade e prosperidade do indivíduo, não o maior bem para a maior quantidade de gente, ou a maior quantidade de benefícios para os proprietários. Ainda que enfatize os benefícios que acumularia o indivíduo sob o republicanismo, também sustenta que a reforma só pode ter efeito em nível da sociedade. Isto marca uma mudança com respeito a seus textos anteriores, como em Original Stories from Real Life (1788), em que o indivíduo desempenha o papel principal na reforma social.
As ideias de virtude de Wollstonecraft giravam em torno da família, distinguindo-se de outros republicanos como Francis Hutcheson e William Godwin. Para Wollstonecraft, a virtude começa no lar: as virtudes privadas são a base das virtudes públicas. Inspirada pelas representações de Jean-Jacques Rousseau da família ideal e dos Cantões republicanos da Suíça, desenha um retrato de uma vida familiar idílica em uma pequena aldeia de campo. Um especialista descreve seu plano desta maneira: "As grandes propriedades dividir-se-iam em pequenas propriedades, aos camponeses permitir-se-lhes-ia cercar a partir dos terrenos comuns, e em lugar de dar esmolas aos pobres, proporcionar-se-lhes-iam os meios para a independência e autopromoção." Os indivíduos aprenderiam e praticariam a virtude em suas casas, virtude que não só os tornariam autossuficientes, mas também os levariam a sentirem-se responsáveis pelos cidadãos de sua sociedade.

### Tradiçãocontrarevolução
Um dos argumentos centrais de Direitos dos Homens é que os direitos devem ser outorgados porque são razoáveis e justos, não porque são tradicionais. Enquanto Burke sustentava que a sociedade civil e o governo devem confiar nas tradições, que se acumularam durante séculos, Wollstonecraft afirma que todos os acordos civis estão sujeitos à revisão racional. Segundo ela, a precedência não é razão para aceitar uma lei ou uma Constituição. Segundo um especialista: "A crença de Burke na antiguidade da Constituição britânica e na impossibilidade de melhorar um sistema que tem sido experimentado e testado ao longo do tempo é julgada como uma tolice. Para Wollstonecraft, o passado é um cenário de superstição, opressão e ignorância". Wollstonecraft acreditava fortemente na noção iluminista de progresso e rejeitava a alegação de que as ideias antigas não poderiam ser melhoradas. Usando a mesma linguagem arquitetônica de Burke, Wollstonecraft se pergunta: "Por que é nossa obrigação consertar um castelo antigo, construído em épocas bárbaras, com materiais góticos?" Também menciona, de maneira significativa, que a filosofia de Burke tolera a escravatura:
Todo o teor de seus plausíveis argumentos proporciona um fundamento perpétuo para a escravatura. Permitir que sua servil reverência para a antiguidade e sua prudente atenção ao interesse próprio tenham a força que pretende, fará com que o comércio de escravos nunca seja abolido; e porque nossos ignorantes antepassados, sem compreender a dignidade natural do homem, sancionaram um tráfico que ultraja todo o indício de razão e religião, temos que nos submeter a este costume desumano, e denominar amor por nosso país a um insulto atroz à humanidade, e uma verdadeira submissão às leis pelas quais se asseguram nossas propriedades. Segurança da propriedade! Eis, em poucas palavras, a definição de liberdade inglesa. E por este princípio egoísta sacrificam-se os mais nobres.

## Sensibilidade

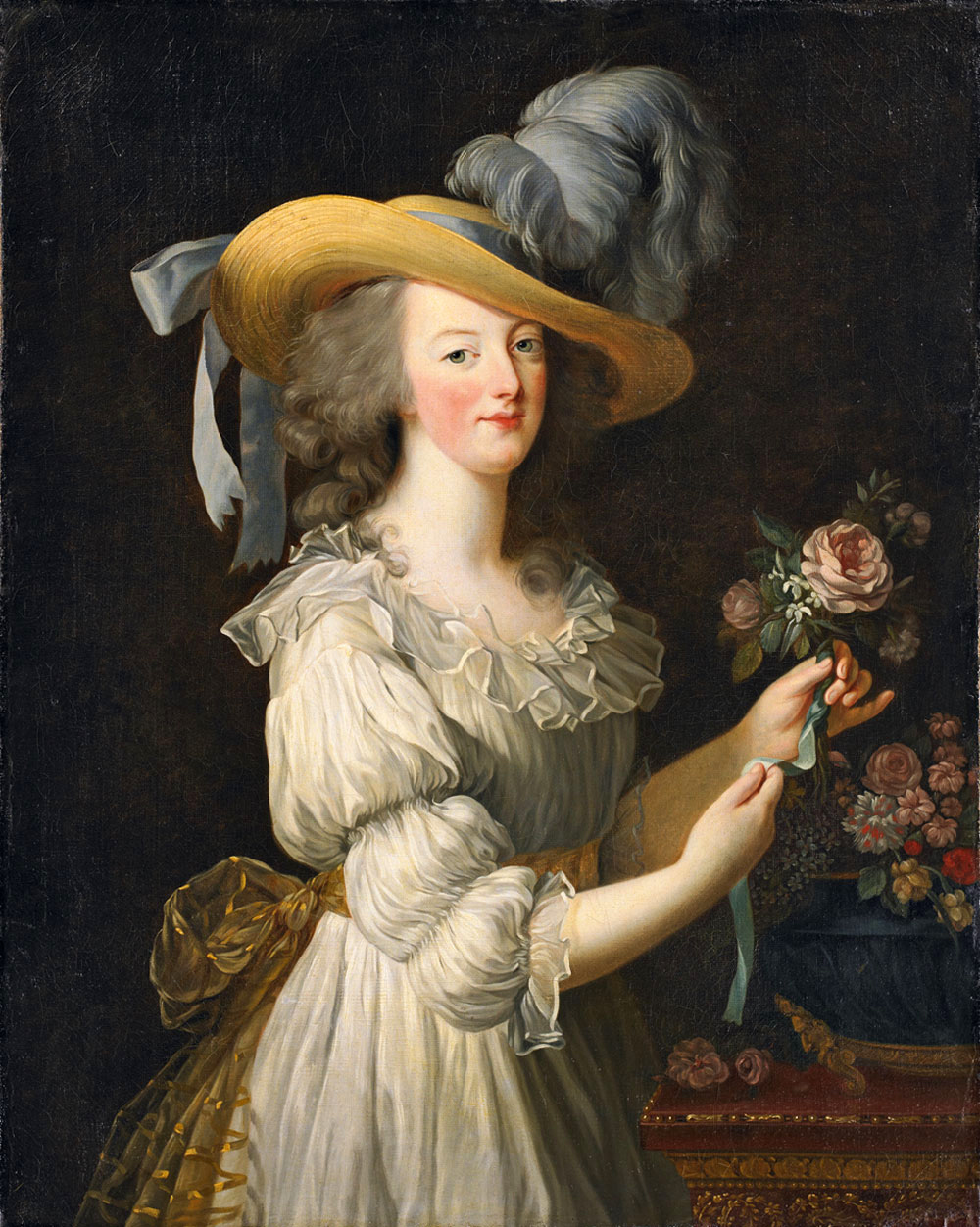
Maria Antonieta (1783), pintado por Élisabeth-Louise Vigée-Le Brun; Wollstonecraft ataca Burke por sua simpatia autoindulgente para com a rainha francesa.

Em Direitos dos Homens, Wollstonecraft não só apoia o republicanismo, mas também um contrato social baseado na simpatia e no sentimento de solidariedade. Descreve a sociedade ideal nos seguintes termos: os indivíduos, apoiados por famílias unidas, relacionam-se com outros mediante a simpatia racional. Wollstonecraft afirma, fortemente influenciada por Richard Price, a quem tinha conhecido em Newington Green alguns anos antes, que as pessoas devem tentar imitar a Deus praticando uma benevolência universal.
Ao adotar uma sensibilidade racional, Wollstonecraft contrasta sua teoria da sociedade civil com a de Burke, que segundo ela está cheia de pompa e solenidade e cheia de preconceitos. Ataca o que considera um sentimento falso de Burke, rebatendo com sua própria emoção genuína. Wollstonecraft afirma que simpatizar com a revolução francesa (isto é, com o povo) é humano, enquanto simpatizar com o clero francês, como faz Burke, é um sinal de desumanidade. Acusa Burke não só de insinceridade, mas também de manipulação, chamando as suas Reflexões de propaganda. Em um dos momentos mais dramáticos de Direitos dos Homens, Wollstonecraft afirma que as lágrimas de Burke por Maria Antonieta e a monarquia da França não a impediram de ir além e nem a fizeram silenciar sobre a injustiça sofrida pelos escravos, um silêncio que ela representa com travessões, querendo expressar sentimentos mais autênticos que os de Burke:
O homem caça homens; e você chora por uma fútil tapeçaria que decorava uma fortaleza gótica, e o sino lento que convocou o padre gordo à oração. Você chora pelo espetáculo vazio de um nome, quando a escravatura bate suas asas, e o coração doente se retira para morrer em selvas solitárias, longe das moradas dos homens... Por que é que a nossa imaginação fica horrorizada com as perspectivas terríveis de um inferno além da sepultura? – o inferno espreita por todas partes; – o chicote ressoa nos flancos nus dos escravos; e o infeliz, que cai doente e já não pode ganhar o pão seco com seu incessante trabalho, foge para uma vala para rogar ao mundo uma boa e longa noite – ou, abandonado em algum hospital ostentoso, exala seu último suspiro entre os risos de cuidadores mercenários.

Tal miséria exige mais que lágrimas – faço uma pausa para ordenar meus pensamentos; e para conter o desprezo que sinto por seus floreios retóricos e sua sensibilidade infantil.

## Gênero e estética

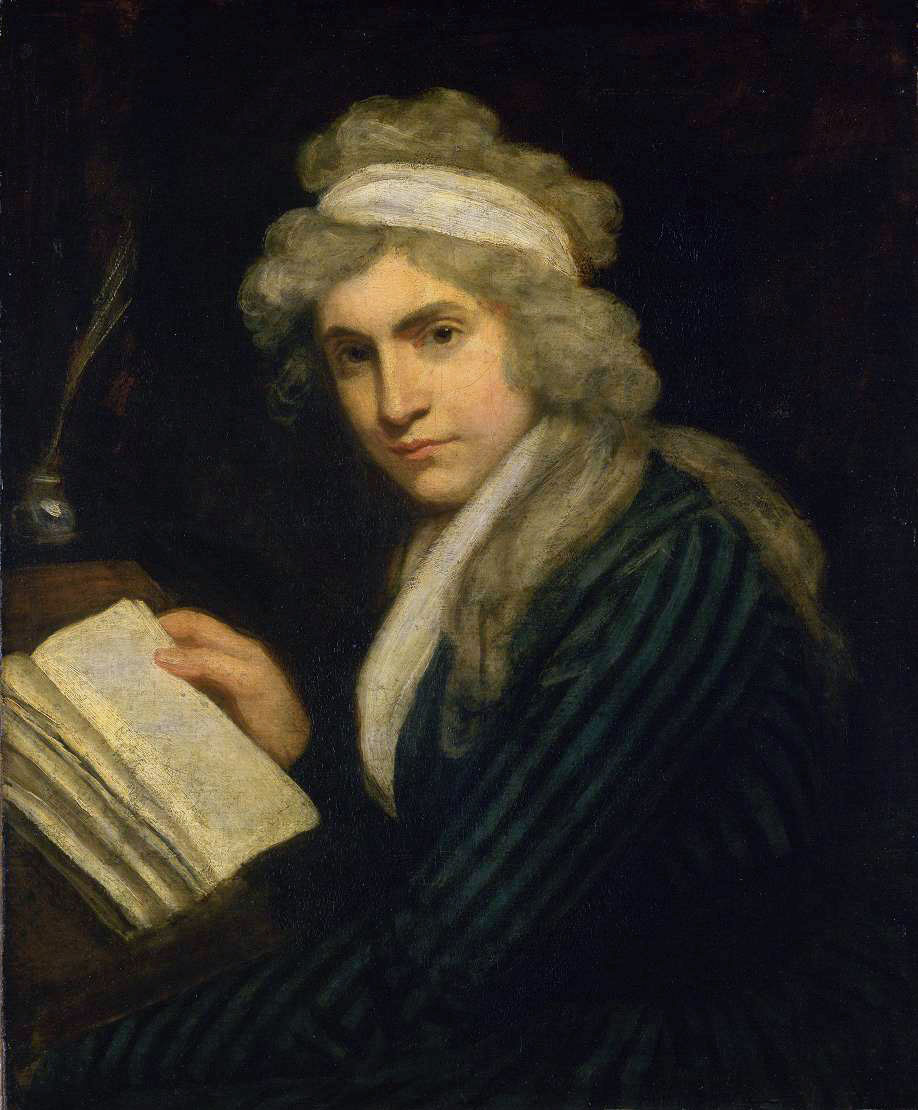
Mary Wollstonecraft, retratada por John Opie (ca. 1790-1791).

Em Direitos dos Homens, Wollstonecraft desafia a retórica de Burke tanto ou mais que sua teoria política. Começa redefinindo o sublime e o belo, termos que ele havia estabelecido em sua Investigação sobre o sublime e o belo. Enquanto Burke associa o belo com a debilidade e a feminilidade, e o sublime com a força e a masculinidade, Wollstonecraft escreve: "porque a verdade, quanto à moralidade, sempre me pareceu a essência do sublime; e, quanto ao gosto, a simplicidade o único critério para o belo". Com esta frase, ela questiona as definições sexistas de Burke; convencida de que são daninhas, mais adiante afirma o seguinte em Direitos dos Homens:
Pode ser que tenha convencido [mulheres] de que a pequenez e a debilidade são as verdadeiras essências da beleza; e que o Ser Supremo, ao dar às mulheres beleza em um grau supereminente (sic), parece-lhes ordenar que, segundo a poderosa voz da Natureza, não cultivem as virtudes morais que possam correr o risco de provocar respeito, e interferir com as sensações agradáveis que foram criadas para inspirar. Assim, confinando a verdade, a fortaleza e a humanidade nos rígidos domínios da moralidade varonil, pode-se afirmar com justiça que, para serem amadas, o grande propósito e distinção das mulheres, elas devem 'aprender a falar com discrição, a cambalear em suas caminhadas e apodar as criaturas de Deus'. Nunca, podem repetir, se fez afável um homem, e muito menos uma mulher, pela força dessas qualidades exaltadas, a fortaleza, a justiça, a sabedoria e a verdade; e portanto, prevenidas do sacrifício que devem fazer para essas virtudes austeras e antinaturais, ficariam autorizadas para dirigir toda sua atenção a suas pessoas, descuidando sistematicamente da moral para garantir a beleza.
Como escreve a pesquisadora Claudia L. Johnson: "Como crítica feminista, essas passagens nunca foram superadas realmente". Burke, sustenta Wollstonecraft, descreve a virtude feminina como debilidade, não deixando assim para as mulheres nenhum papel substantivo na esfera pública e relegando-as à inutilidade.
Wollstonecraft aplica esta crítica feminista à linguagem de Burke ao longo de todas as suas Reflexões. Como afirma Johnson: "Seu panfleto ao completo refuta o axioma de Burke de que 'para que amemos nosso país, nosso país deve ser amável'; Wollstonecraft desafia com sucesso a retórica do belo de Burke com a retórica do racional. Também consegue demonstrar como Burke personifica o pior de suas próprias ideias. Ele se converte no escritor histérico, ilógico e feminino e Wollstonecraft se converte na escritora racional e masculina. Ironicamente, para efetuar esta transposição, a mesma Wollstonecraft torna-se apaixonada às vezes, por exemplo, em sua descrição da escravatura (citada acima).

## Recepção e legado

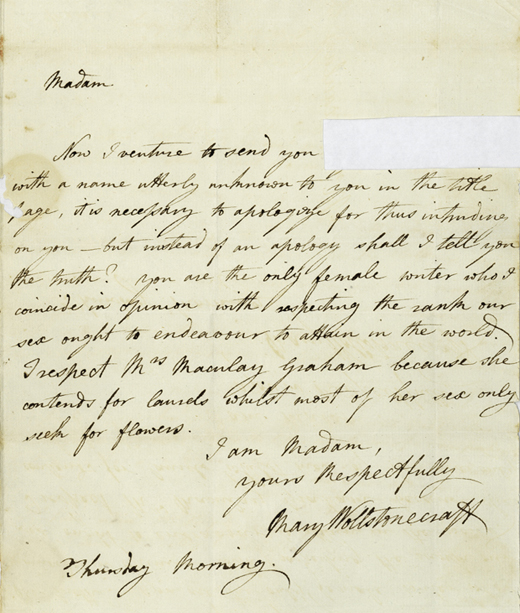
Carta de Wollstonecraft à historiadora Catharine Macaulay, de 16 ou 23 de dezembro de 1790, junto com uma cópia de Direitos dos Homens.

Direitos dos Homens teve sucesso, ajudado por seu preço: um xelim e seis pence era metade do preço do livro de Burke. Depois de esgotar-se a primeira edição, Wollstonecraft aceitou que seu nome aparecesse impresso na capa da segunda edição. Foi seu primeiro trabalho de importância como "profissional independente e intelectual autoproclamada", como escreve a pesquisadora Mary Poovey, e:
adquiriu a forma que a maioria das pessoas teria considerado menos apropriada para uma mulher — o discurso político. Ao requerer conhecimentos do governo (do qual as mulheres não participavam), capacidade analítica (a qual as mulheres tinham teoricamente pouca quantidade) e a ambição de participar diretamente nos acontecimentos contemporâneos (pelos quais se supunha as mulheres não tinham nenhuma), o discurso político pertencia ao domínio masculino em todos os sentidos.
Os comentários da época dão conta disto; Horace Walpole, por exemplo, chamou-a de "hiena em anáguas" por atacar Maria Antonieta. William Godwin, seu futuro marido, descreveu o livro como ilógico e agramatical; em suas Memórias de Wollstonecraft, só dedicou um parágrafo para discutir o conteúdo da obra, chamando-a de "intemperada".
Todos os principais jornais da época publicaram uma crítica de Direitos dos Homens. O Analytical Review - jornal inglês publicado de 1788 a 1798 - aprovou os argumentos de Wollstonecraft e elogiou suas "observações vivas e animadas". O Monthly Review também lhe foi favorável, mas assinalou falhas em sua escrita. No entanto, o Critical Review, "inimigo acérrimo" do Analytical Review, escreveu em dezembro de 1790, depois de descobrir que o autor era uma mulher:
Observou-se em uma obra antiga que as mentes não têm sexo; e em verdade não descobrimos que este Defensor dos Direitos do Homem era uma Mulher. No entanto, a segunda edição, que com frequência revela segredos, atribuiu este panfleto à Sra. Wollstonecraft, e se ela adota o disfarce de homem, não deve se surpreender de que não seja tratada com a cortesia e o respeito que teria recebido para sua própria pessoa. Como o artigo foi escrito antes que víssemos a segunda edição, apresentamos uma resposta deste tipo com as alterações necessárias. Não teria bastado corrigir os erros meramente verbais: uma dama deveria ter sido tratada com mais respeito. [itálicos no original]
O periódico Gentleman's Magazine fez o mesmo, criticando a lógica do livro e sua "absurda suposição de que os homens serão mais felizes sendo livres", além das próprias suposições de Wollstonecraft ao escrever sobre temas alheios ao seu próprio campo, comentando: "os direitos dos homens declarados por uma mulher! A idade do cavalheirismo não pode ter terminado, ou os sexos trocaram seus fundamentos". No entanto, Direitos dos Homens situou Wollstonecraft no mapa como uma escritora; a partir deste ponto de sua carreira, tornou-se bastante conhecida.

A Liberdade Guiando o Povo (1830), de Eugène Delacroix.

Wollstonecraft enviou uma cópia do livro à historiadora Catherine Macaulay, a quem admirava muito. Macaulay respondeu que estava "ainda mais comprazida de que esta publicação que tanto tenho admirado por sua expressividade e sentimento tenha sido escrita por uma mulher e assim ver minha opinião sobre as faculdades e talentos do gênero tão prontamente verificada por meio de sua pluma". William Roscoe, um advogado, escritor e patrono das artes de Liverpool ficou tão agradado pelo livro que incluiu Wollstonecraft em seu poema satírico Vida, Morte e Lucros Maravilhosos de Edmund Burke (em inglês: The Life, Death, and Wonderful Achievements of Edmund Burke):
An[d] lo! an Amazon stept out,

One WOLLSTONECRAFT her name,

Resolv'd to stop his [Burke's] mad career,

Whatever chance became.

An oaken sapling in her hand,

Full on the foe she fell,

Nor could his coat of rusty steel,

Her vig'rous strokes repel.

When strange to see, her conq'ring staff,

Returning leaves o'erspread,

Of which a verdant wreath was wove,

And bound around her head.
Enquanto a maioria das primeiras críticas a Direitos dos Homens, além da maioria dos primeiros biógrafos de Wollstonecraft, criticaram o sentimentalismo da obra, e a justapuseram com a obra mestre da lógica de Burke, recentemente produziu-se uma reavaliação do texto. Desde os anos 1970, os críticos que têm olhado mais de perto seu trabalho e o de Burke têm chegado à conclusão de que ambos os autores compartilham muitas similitudes retóricas, e que as associações masculino/lógico e feminino/emoção não se sustentam. A maioria dos estudiosos de Wollstonecraft reconhece que nesta obra seu pensamento se radicalizou e que ela dirigiu seus futuros trabalhos, especialmente Uma Reivindicação pelos Direitos da Mulher. Até o ponto médio de Direitos dos Homens, Wollstonecraft não começa sua verdadeira dissecação da estética sexista de Burke; como afirma Claudia L. Johnson: "Parece que no ato de escrever as últimas partes de Direitos dos Homens descobriu o tema que a preocuparia durante o resto de sua carreira".
Dois anos depois, quando Wollstonecraft publicou Direitos da Mulher, ampliou muitos dos argumentos que tinha iniciado em Direitos dos Homens. Se todas as pessoas devem ser julgadas por seus méritos, escrevia, as mulheres devem estar incluídas nesse grupo. Em ambos os textos, Wollstonecraft enfatiza que a virtude da nação britânica depende da virtude de seu povo. Em grande parte, ela derruba a distinção entre privado e público e exige que todos os cidadãos cultos recebam a oportunidade de participar da esfera pública.